# Потийская и Хобская епархия
Поти́йская и Хо́бская епархия (груз. ფოთისა და ხობის ეპარქია) — епархия Грузинской православной церкви на территории края Самегрело-Верхняя Сванетия. Епархия расположена на территории исторического Колхидского царства. В её состав входят города Поти и Хоби и их окрестности.

## История
Грузинская православная церковь после восстановления автокефалии в 1917 году возобновила Чкондидскую епархию в районе Самегрело. В 1995 году Священный синод Грузинской православной церкви выделил из Чкондидской две новые епархии: Зугдидскую и Цаишскую, а также Потийскую епархию. 24 марта 1996 года епископ Григорий (Бербичашвили) был назначен правящим архиереем вновь восстановленной Потийской епархии.
17 октября 2002 года решением Священного синода Грузинской православной церкви епархия была переименована в Потийскую и Сенакскую.
18 августа 2003 года решением Священного синода Грузинской православной церкви на территории Сенакского муниципалитета и части Чхороцкого округа с городами Зугдиди и Цаиши образована новая епархия под названием Сенакская и Чхороцкуйская. Оставшаяся часть епархии с кафедрой в Поти стала именоваться Потийской и Хобской.